# Ed Mort
Ed Mort é um personagem criado por Luis Fernando Verissimo em 1979 como paródia das histórias norte-americanas de detetives, principalmente as de Dashiell Hammett e Raymond Chandler. É um detetive particular trapalhão e sempre sem dinheiro, que se mete em todo o tipo de encrencas. Ele divide seu espaço - um escritório em Copacabana, que ele chama apenas de "escri" porque é muito pequeno - com 117 baratas e um rato albino chamado Voltaire.
Suas 17 histórias estão compiladas nos livros Ed Mort e Outras Histórias (1979) e Sexo na Cabeça (1980), publicados pela L&PM, e em Ed Mort: Todas as Histórias (2011), da Editora Objetiva. O personagem também foi adaptado para os quadrinhos em tiras diárias desenhadas por Miguel Paiva, peça de teatro, especial de TV e para o cinema.

## Quadrinhos
Ed Mort foi publicado em tiras de jornal nos anos 1980, com texto de Verissimo e desenhos de Miguel Paiva (criador da Radical Chic e do Gatão de Meia Idade). As tiras eram seriadas e cada história completa foi lançada em compilações pela L&PM:
1. Ed Mort em Procurando o Silva (1985)
2. Ed Mort em Disneyworld Blues (1987)
3. Ed Mort em Com a Mão no Milhão (1988)
4. Ed Mort em Conexão Nazista (1989)
5. Ed Mort em O Sequestro do Zagueiro Central (1990)

## Cinema
Em 1997, Ed Mort virou um filme, dirigido por Alain Fresnot, com roteiro baseado no conto Procurando o Silva. O detetive foi interpretado por Paulo Betti. As filmagens duraram oito semanas e produção ficou em cerca de 1,5 milhão de reais.
O detetive particular - que mora em São Paulo, ao invés do Rio - é contratado por uma mulher misteriosa para descobrir o paradeiro do seu marido, Silva, especialista em disfarces e executivo das indústrias Delbono.

## Televisão
Em 1993, houve um especial de fim de ano da Rede Globo com Luis Fernando Guimarães no papel: Ed Mort - Nunca Houve uma Mulher como Gilda. O personagem voltou a aparecer, mais uma vez interpretado por Luís Fernando Guimarães, no Programa de Auditório, em 1994. E houve também um curta metragem produzido pelo Centro de Produção de Televisão e Bídeo: o CPTV.
Em 2011, o canal Multishow lançou nova série do personagem, com Fernando Caruso interpretando Ed Mort.

## Teatro
Em 1993 estreou no Rio uma adaptação de Procurando o Silva para teatro, com Nizo Neto como Ed e mais Julio Levy, Julia Miranda, Roberto Marconi, Claudia Puget e elenco. Adaptação e direção de Fernando Lyra Reis.